# Sé (Guarda)
Sé (IPA: [sɛ]) is een freguesia in de Portugese gemeente Guarda en telt 7560 inwoners (2001).
De freguesia ligt in het centrum van de stad Guarda en is genoemd naar de kathedraal (Sé).

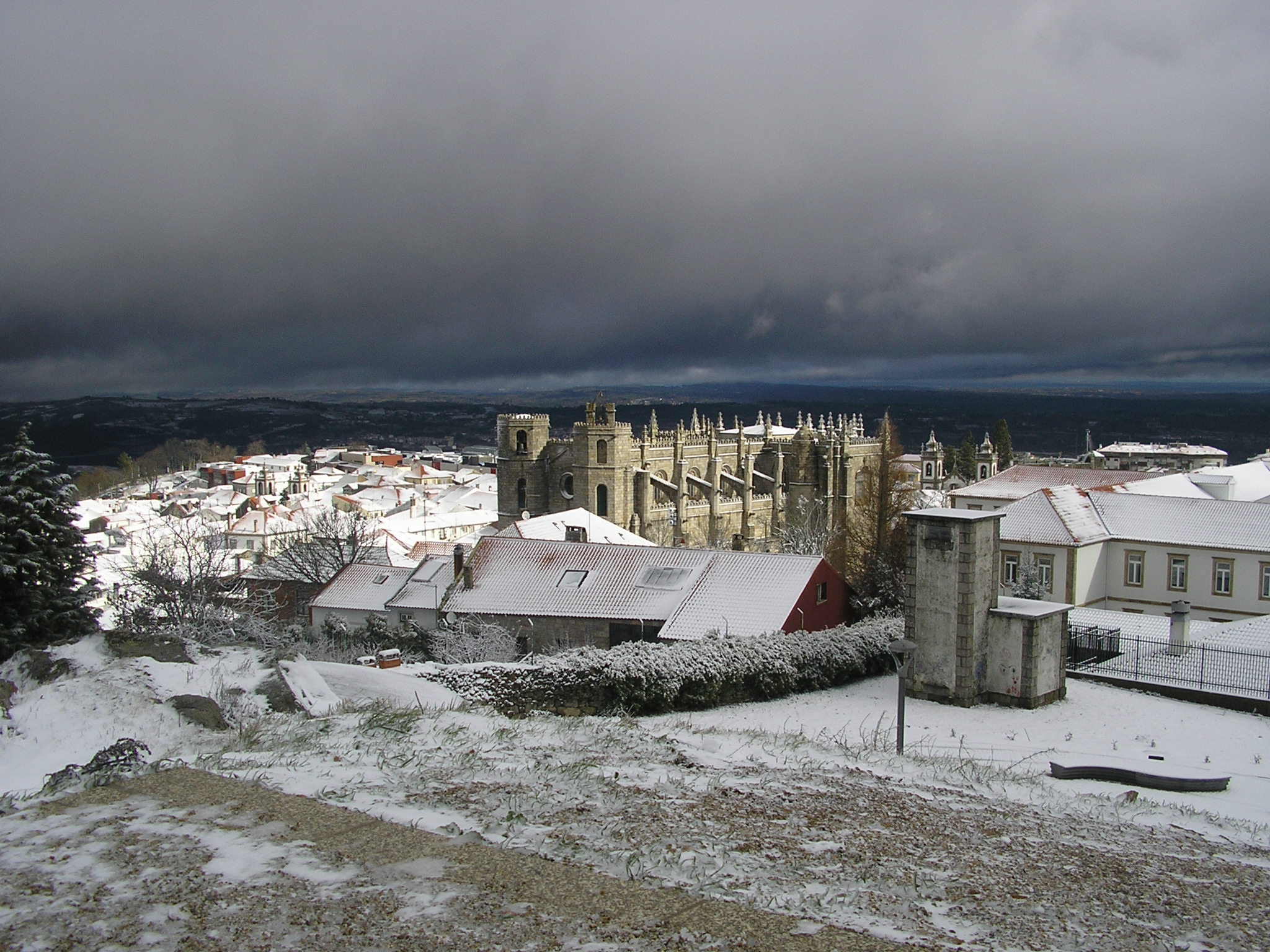
Kathedraal van Guarda in de winter